# 959 هـ
959 هـ هي سنة في التقويم الهجري امتدت مقابلةً في التقويم الميلادي بين سنتي 1551 و1552.

## مواليد
- أبو بكر بن إسماعيل الشنواني
- حسن صاحب المعالم
- عبد الحق الدهلوي

## وفيات
- يحيى بن يوسف التاذفي